# Mosaik – Zeitschrift für Literatur und Kultur
Mosaik – Zeitschrift für Literatur und Kultur (Eigenschreibung: mosaik) ist eine deutschsprachige Literaturzeitschrift. Sie erscheint seit 2012 in Salzburg, seit 2016 im Verlag Edition Mosaik.

## Inhalt
Die Zeitschrift Mosaik veröffentlicht vorwiegend junge Autorinnen und Autoren, vorrangig deutschsprachige Lyrik und Prosa. Im Abschnitt „BABEL“ werden seit Ausgabe 16 (2015) fremdsprachige Texte im Original und in der deutschsprachigen Übersetzung veröffentlicht. Im Bereich „Kulturszene“ finden sich in loser Reihe Rezensionen, Interviews, Kommentare, Kolumnen und Porträts.
Bis 2016 erschien die Zeitschrift vier Mal jährlich, seit 2017 mit drei Ausgaben pro Jahr. Zusätzlich dazu werden Veranstaltungen in Salzburg und anderswo organisiert sowie online Texte veröffentlicht.
Mosaik wird bzw. wurde herausgegeben von Josef Kirchner (Ausgabe 1 bis dato), Alexander Macho (Ausgabe 1–3) und Sarah Oswald (Ausgabe 1 bis dato).

## Verlag
Die ersten Jahre erschien Mosaik im Eigenverlag, 2016 wurde der Verlag Edition Mosaik gegründet. Neben der Zeitschrift erscheinen dort auch Einzelpublikationen junger Autorinnen und Autoren sowie Anthologien und Fachpublikationen.

## Layout
Die erste Ausgabe der Zeitschrift Mosaik erschien im Jänner 2012 unter dem Namen „Mosaik – Zeitschrift für Literatur und Kultur, von und für Studierende“ in einer Auflage von 1000 Stk. 2015 wurde ein Design-Relaunch vorgenommen, der der Zeitschrift das heutige Aussehen gab. Seither erscheint sie mit 64–80 Seiten klebegebunden im Format 210 × 270 mm bei vollfarbigem Druck und mit einer Auflage von 1500 Stück. Das Cover wird jeweils von einer verfremdeten Fotografie bestimmt.